# Mỹ Xuyên (An Giang)
Mỹ Xuyên is een phường in de stad Long Xuyên, in de Vietnamese provincie An Giang.